# Benito Gennaro Franceschetti
Benito Gennaro Franceschetti (Provaglio d'Iseo, 14 giugno 1935 – Fermo, 4 febbraio 2005) è stato un arcivescovo cattolico italiano, arcivescovo metropolita di Fermo dal 1997 alla morte.

## Biografia
Nato a Provaglio d'Iseo, in provincia e diocesi di Brescia, nel 1935, venne ordinato sacerdote nel 1960. Il 5 febbraio 1980 gli venne conferito da papa Giovanni Paolo II il titolo di prelato d'onore di Sua Santità.
Lo stesso papa il 18 giugno 1997 lo nominò arcivescovo metropolita di Fermo. Succedette all'arcivescovo Cleto Bellucci, dimessosi per raggiunti limiti d'età. Ricevette la consacrazione episcopale il 31 agosto seguente nella cattedrale di Brescia dall'arcivescovo Bruno Foresti, vescovo di Brescia, co-consacranti l'arcivescovo Cleto Bellucci, suo predecessore alla cattedra di Fermo, e il vescovo Vigilio Mario Olmi, vescovo ausiliare di Brescia e titolare di Gunugo. Il 21 settembre dello stesso anno prende possesso canonico dell'arcidiocesi.
Morì il 4 febbraio 2005 a Fermo, dopo una breve malattia, all'età di 69 anni. Dopo le esequie, venne sepolto nella cripta del duomo di Fermo.

## Genealogia episcopale
La genealogia episcopale è:
- Cardinale Scipione Rebiba
- Cardinale Giulio Antonio Santori
- Cardinale Girolamo Bernerio, O.P.
- Vescovo Claudio Rangoni
- Arcivescovo Wawrzyniec Gembicki
- Arcivescovo Jan Wężyk
- Vescovo Piotr Gembicki
- Vescovo Jan Gembicki
- Vescovo Bonawentura Madaliński
- Vescovo Jan Małachowski
- Arcivescovo Stanisław Szembek
- Vescovo Felicjan Konstanty Szaniawski
- Vescovo Andrzej Stanisław Załuski
- Arcivescovo Adam Ignacy Komorowski
- Arcivescovo Władysław Aleksander Łubieński
- Vescovo Andrzej Stanisław Młodziejowski
- Arcivescovo Kasper Kazimierz Cieciszowski
- Vescovo Franciszek Borgiasz Mackiewicz
- Vescovo Michał Piwnicki
- Arcivescovo Ignacy Ludwik Pawłowski
- Arcivescovo Kazimierz Roch Dmochowski
- Arcivescovo Wacław Żyliński
- Vescovo Aleksander Kazimierz Bereśniewicz
- Arcivescovo Szymon Marcin Kozłowski
- Vescovo Mečislovas Leonardas Paliulionis
- Arcivescovo Bolesław Hieronim Kłopotowski
- Arcivescovo Jerzy Józef Elizeusz Szembek
- Vescovo Stanisław Kazimierz Zdzitowiecki
- Cardinale Aleksander Kakowski
- Papa Pio XI
- Cardinale Alfredo Ildefonso Schuster, O.S.B.
- Arcivescovo Giacinto Tredici, O.SS.C.A.
- Vescovo Felice Bonomini
- Arcivescovo Clemente Gaddi
- Arcivescovo Bruno Foresti
- Arcivescovo Benito Gennaro Franceschetti